# Rogi Wałdowice
Rogi Wałdowice – dawna stacja kolejowa w Wałdowicach, w gminie Lubniewice, w powiecie sulęcińskim, w woj. lubuskim, w Polsce. Została otwarta w 1912 roku przez KPEV. W 1945 roku nastąpiło jej zamknięcie, a w 1946 roku jej likwidacja.